# بليك كولبيرن ويلبر
بليك كولبيرن ويلبر (بالإنجليزية: Blake Colburn Wilbur)‏ هو جراح أمريكي، ولد في 29 مايو 1901 في سان فرانسيسكو في الولايات المتحدة، وتوفي في 10 مارس 1974.